# Allirahu
Allirahu ist eine estnische Insel der Moonsund-Inseln.
Allirahu ist eine unbewohnte Ostsee-Insel. Sie liegt ca. 8 km südlich der estnischen Insel Saaremaa in der Bucht von Riga. Allirahu gehört verwaltungsmäßig zur Landgemeinde Saaremaa  im Kreis Saare. Die Insel ist geologisch jung und sehr steinig. Ihre Größe beträgt 560 Hektar. Die höchste Erhebung liegt 3 m über dem Meeresspiegel.
Auf der Insel befinden sich ein Leuchtturm und ein kleines Nebengebäude.
Allirahu ist seit 2005 Naturschutzgebiet. Zu ihm gehört auch die 1,5 km südwestlich von Allirahu gelegene kleine Insel Tompamaa (auch Tombamaa). Sie wird teilweise, je nach Wasserstand, vom Meer überspült. Tompamaa ist sandig und steinig. Auf der Insel finden sich keine Bebauungen.
Besonders geschützte Säugetiere des Naturschutzgebietes sind Ringelrobben und Kegelrobben.